# Ана Брнабић
Ана Брнабић (Београд, 28. септембар 1975) српска је политичарка. Од 2024. обавља функцију председнице Народне скупштине Србије. Чланица је Српске напредне странке (СНС). Од 2017. до 2024. обављала је функцију председнице Владе Србије. Била је на функцији премијера Србије најдуже у политичкој историји земље, као и прва жена и отворено ЛГБТ+ особа на тој функцији.
У политику је ушла 2016. као министарка државне управе и локалне самоуправе у саставу друге владе Александра Вучића. На тој функцији је покренула реформе централних државних служби у Србији. Након што је 31. маја 2017. инаугурисан за председника Србије, Вучић је у јуну 2017. предложио Брнабић за своју наследницу. Брнабић и њена прва влада су 29. јуна 2017. изгласани већином од 157 од 250 посланика Народне скупштине. Изабрана је као нестраначка политичарка, док је 2019. приступила владајућој Српској напредној странци (СНС), а потом је 2021. изабрана за потпредседницу СНС.
Године 2019. часопис Forbes је сврстао Брнабић на 88. место најмоћнијих жена на свету и 19. место најмоћнијих жена у политици. Неки посматрачи сматрају да она није имала политичку моћ у складу са уставном улогом шефа извршне власти, већ да је Вучић имао власт у својству председника.

## Биографија и приватни живот
Њен деда по оцу Антон Брнабић, југословенски војни официр, Хрват, рођен је у Старој Башки на острву Крку, у данашњој Хрватској. Борио се са југословенским партизанима током Другог светског рата, а после рата био је у чину потпуковника. Њена баба по оцу Мица рођена је у Горобиљу код Пожеге. Њена бака и деда по мајци су из Бабушнице. Њен отац Зоран рођен је у Ужицу 1950. године, а студије је завршио у Београду, где је породица живела.
Брнабићева је лезбијка, друга жена и припадница ЛГБТ+ заједнице на челу владе у свету после Јоухане Сигурдардоутир (Исланд 2009—2013) и пета отворено ЛГБТ+ шефица владе укупно, после Јоухане, Елија Ди Рупоа (Белгија 2011—2014), Гзавија Бетела (Луксембург 2013—данас) и Леа Варадкара (Ирска 2017—2020). Она је 2017. постала први шеф владе било које балканске земље који је присуствовао маршу геј поноса када је присуствовала на једном маршу поноса у Београду.
Године 2019, њена партнерка Милица Ђурђић родила је дечака; Брнабићева је прва отворено геј председница Владе чија се партнерка породила док је била на тој функцији.

## Образовање и пословна каријера
Брнабићева је одрасла у Београду, где је похађала престижну Пету београдску гимназију. Поред српског образовања, Брнабићева има и диплому пословне администрације на Универзитету Нортвуд и мастер пословне администрације Универзитета у Халу, а радила је више од деценије са међународним организацијама, страним инвеститорима, јединицама локалне самоуправе и јавним сектором у Србији.
Пре именовања Брнабићеве у Владу Србије, била је директорка предузећа Continental Wind Serbia, где је радила на реализацији инвестиције од 300 милиона евра у ветропарк у Ковину. Била је члан управног одбора непрофитне фондације Пексим.
Била је ангажована у различитим америчким консултантским кућама које су спроводиле пројекте које је финансирала Агенција САД за међународни развој (УСАИД) у Србији. Била је заменик руководиоца Пројекта конкурентности Србије, експерт за Програм реформе локалне самоуправе у Србији и виши координатор Програма економског развоја општина. Активно је учествовала у оснивању Националне алијансе за локални економски развој 2006. године. Током тог ангажмана учествовала је у увођењу концепта локалног економског развоја у Србији и изградњи потенцијала општина за унапређење пословног амбијента на локалном нивоу уз активну промоцију инвестиција. Постала је члан, а потом и председник Управног одбора алијансе.

## Политика
У августу 2016. године, именована је за министра државне управе и локалне самоуправе. Поред тога, председница је Савета за иновационо предузетништво и информационе технологије Владе Републике Србије, као и Републичког савета за националне мањине и потпредседник Републичког савета за реформу јавне управе.
Брнабићева је себе описала као проевропску и технократску председницу Владе. Објаснила је да су приоритети њене владе модернизација, реформа образовања и дигитализација. С друге стране, критикована је јер је на челу конзервативне и националистичке владе у којој су и отворено антизападни и проруски министри.
У мају 2018. године, Брнабићева је преузела Министарство финансија до именовања новог министра, након оставке Душана Вујовића. Она је 29. маја 2018. именовала Синишу Малог за Вујовићевог наследника на тој функцији. Брнабићева је 26. јула 2018. била домаћин свечаности у Конгресу Сједињених Америчких Држава у Вашингтону, која је одржана поводом обележавања 100 година од подизања заставе Србије испред Беле куће.
У октобру 2019. године, председница Владе је потврдила да је приступила владајућој Српској напредној странци. Брнабићева је 25. октобра 2019. потписала Споразум о слободној трговини између Србије и земаља чланица Евроазијског економског савеза (ЕАЕС), чиме је проширен списак српских производа који се могу извозити на територију ЕАЕС.
Након што се пандемија ковида 19 проширила на Србију у марту 2020. године, Брнабићева је постављена за шефицу Кризног штаба здравства. Након што је председник Вучић 15. марта прогласио ванредно стање, Влада је донела уредбе о мерама за време ванредног стања у циљу сузбијања последица избијања. У Србији је први пут од Другог светског рата уведен полицијски час. Брнабићева је за потпредседницу СНС изабрана у новембру 2021. године.

### Дебата о уставним улогама
Политолози Кшиштоф Зуба је навео Брнабићеву као пример шефа владе са великом политичком зависношћу од вође владајуће странке. Ситуацију у којој председник Владе нема своју политичку позицију шефа извршне власти дефинисао је као „сурогатну владу”, објашњавајући да је расподела власти која је у супротности са уставним одредницама карактеристика недемократских система.
У фебруару 2019. године, Freedom House је известио да је статус Србије опао са слободне на делимично слободну због погоршања спровођења избора, наставка покушаја владе и савезничких медија да подривају независне новинаре кроз правно узнемиравање и кампање клевете, и Вучићевог гомилања извршних овлашћења која су у супротности са његовом уставном улогом. Опозиционе вође и поједини посматрачи је описују као пуку Вучићеву марионету, чије је председавање, по Уставу, углавном церемонијално, без значајније извршне власти. Брнабићева то никада није демантовала, али је рекла да Вучић треба да буде „ментор” председника Владе.

### Косово
Брнабићева је у децембру 2018, коментаришући најављену трансформацију Косовских безбедносних снага у Оружане снаге Косова, рекла: „Надам се да нећемо морати да користимо нашу војску, али у овом тренутку то је једна од опција на столу јер не може се присуствовати новом етничком чишћењу Срба и новим Олујама — иако их Еди Рама позива. Када неко зна да имате јаку војску, онда мора да седне и разговара са вама.”
Поред тога, министар спољних послова Косова Бехђет Пацоли је у мају 2019. рекао да неће дозволити Брнабићевој да уђе на Косово због, како је рекао, њене расистичке идеологије. Брнабићева је, приликом примопредаје извештаја Европске комисије о напретку за 2019. годину, рекла: „Харадинај, Тачи и Весели се такмиче ко је највећи националиста и шовиниста. Највише ме плаши што имамо посла са ирационалним људима, најгором врстом популизма, људи који су буквално изашли из шуме.” Ово је наишло на оштре критике, посебно од стране корисника Twitter-а, који су водили кампању са хештегом #буквалносамоизашлиизшумекакобисеругалипредседницивладе.
Владе Републике Србије и Косова договориле су се 20. јануара 2020. да обнове летове између својих престоница први пут после више од две деценије. До споразума је дошло након вишемесечних дипломатских разговора Ричарда Гренела, амбасадора Сједињених Америчких Држава у Немачкој, кога је председник Доналд Трамп годину дана раније именовао за специјалног изасланика за односе Србије и Косова.

### Коментари о масакру у Сребреници
У интервјуу 14. новембра 2018. за немачки јавни сервис Deutsche Welle, Брнабићева је негирала да су масакри Бошњака у Сребреници у јулу 1995. године од стране снага босанских Срба били чин геноцида. Две недеље касније, Европски парламент је усвојио резолуцију у којој се каже да парламент жали због континуираног порицања геноцида у Сребреници од стране делова српских власти и подсећа да пуна сарадња са Хашким трибуналом и његовим наследним механизмом укључује прихватање његових пресуда. Хашки суд критиковао је Брнабићеву због негирања геноцида у Сребреници.

### ЛГБТ+ права
Након што је именована за председницу Владе, Брнабићева је рекла да не жели да буде жигосана као геј председница Владе Републике Србије и да не планира да „гура законске реформе ЛГБТ+ популације у овој фази” јер жели да да приоритет другим реформама политике. У септембру 2017. године, Брнабићева је учествовала на Паради поноса у Београду и постала први председник Владе Републике Србије који је присуствовао паради поноса. Брнабићева је на том догађају рекла:
Влада је ту за све грађане и обезбедиће поштовање права свих грађана.
Брнабићева каже да се залаже за наследна права истополних парова. У фебруару 2019. године, Милица Ђурђић, Брнабићкина партнерка, родила је сина по имену Игор, али су истополни бракови уставом забрањени, а истополно родитељство није регулисано у Србији. Како наводи агенција Франс-Прес, „Ана Брнабић је једна од првих председника Влада чији се партнер породио док је била на функцији... и прва на свету у истополном пару”. Неки новинари и ЛГБТ+ активисти закључили су да Брнабићева није успела да се заложи за ЛГБТ+ равноправност у Србији.

## Резултати на изборима
| Избори | Изгласала | Присутни посланици | За  | Против | Уздржани | Резултат | Детаљи              |
| ------ | --------- | ------------------ | --- | ------ | -------- | -------- | ------------------- |
| 2016.  | НСРС      | 225 од 250         | 163 | 62     | 0        | изабрана | Нестраначка личност |

| Избори | Изгласала   | Присутни посланици | За  | Против | Уздржани | Резултат | Детаљи              |
| ------ | ----------- | ------------------ | --- | ------ | -------- | -------- | ------------------- |
| 2016.  | НСРС (2017) | 212 од 250         | 157 | 55     | 0        | изабрана | Нестраначка личност |
| 2020.  | НСРС        | 232 од 250         | 227 | 5      | 0        | изабрана | Као члан СНС        |
| 2022.  | НСРС        | 225 од 250         | 157 | 68     | 0        | изабрана | Као члан СНС        |

| Избори | Изгласала | Присутни посланици | За  | Против | Уздржани | Резултат | Детаљи       |
| ------ | --------- | ------------------ | --- | ------ | -------- | -------- | ------------ |
| 2023.  | НСРС      | 158 од 250         | 153 | 5      | 0        | изабрана | Као члан СНС |

## Награде и одликовања
Награђена је низом одликовања за развојне пројекте на којима је радила, за унапређење друштвено одговорног пословања и толеранције.
Одликована је Орденом Републике Српске.
Проглашена је почасном грађанком Шапца априла 2023. године.